# KAwZ-3976
Der KAwZ-3976 (russisch КАвЗ-3976) ist ein Bus aus russischer Produktion. Gebaut wurde das Fahrzeug vom Kurganski Awtobusny Sawod in Kurgan auf Basis des Fahrgestells des Lastwagens GAZ-3307. Auch von diesem Bus, wie schon bei den Vorgängern, gibt es eine Version mit Allradantrieb. Der ansonsten baugleiche KAwZ-39766 nutzt das Fahrgestell des Allradlastwagens GAZ-3308.

## Geschichte des Fahrzeugs
Bereits im Jahr 1989 wurde begonnen, die Produktion bei GAZ auf den neuen Lastwagentyp GAZ-3307 umzustellen. KAwZ verwendete für seine Busse traditionell Lastwagenrahmen von GAZ, ebenso Motoren und Blechteile. Demzufolge war KAwZ bestrebt, die Produktion auf einen neuen Bustyp umzustellen.

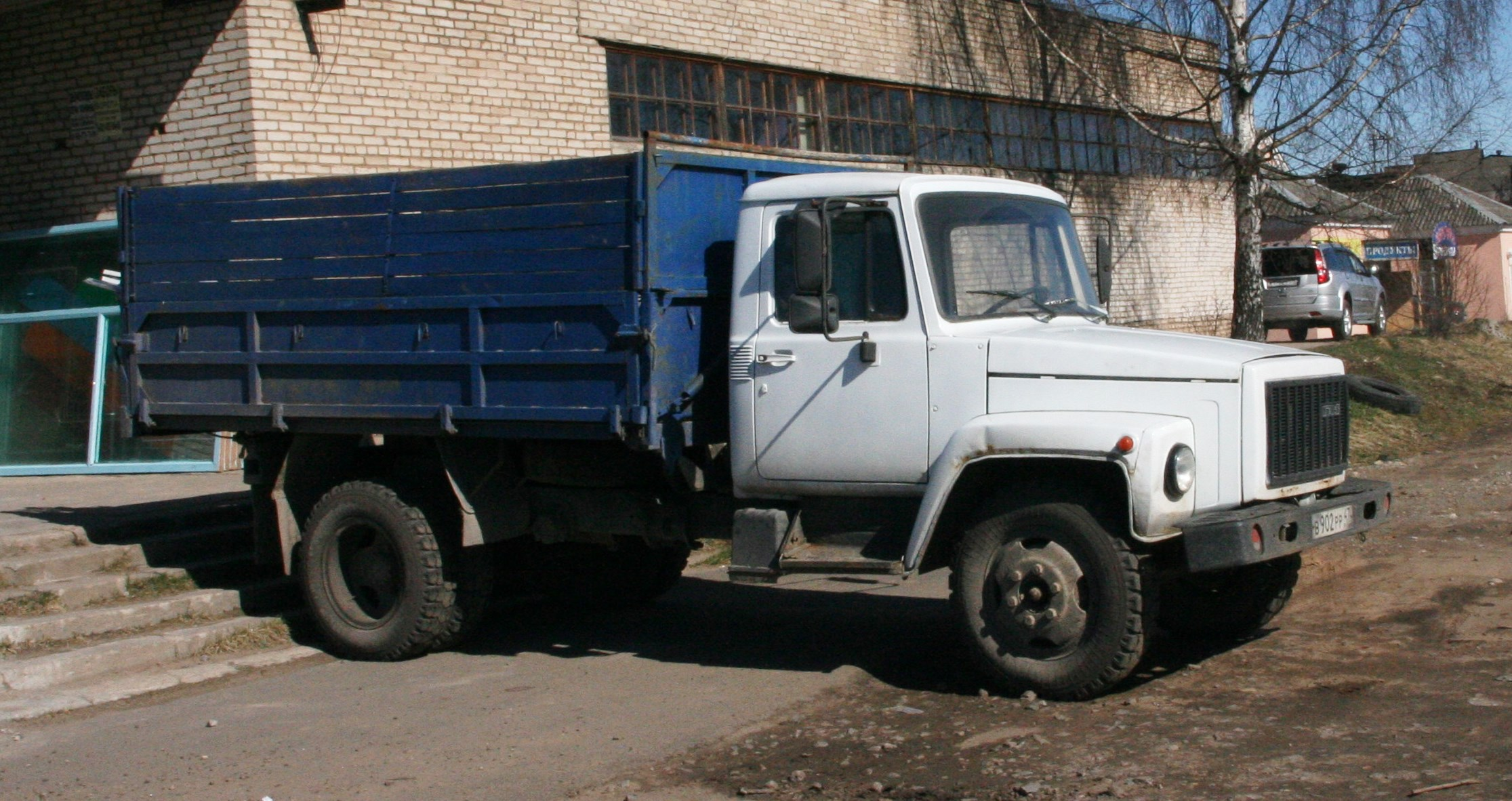
Ein GAZ-3307, von dem viele Bauteile für den Bus übernommen wurden (2014)

Erste Schritte in diese Richtung wurden noch im Jahre 1989 unternommen. So gab es eine Übergangsvariante des Vorgängermodells KAwZ-3271, die noch die Hauptkomponenten der alten Serie verwendete, jedoch auch bereits Teile des neuen Lastwagens wie Lenksäule und Instrumente übernahm. 1992 erfolgte die endgültige Umstellung der Produktion auch auf die Hauptkomponenten wie Motor, Rahmen und die vordere Karosserie des GAZ-3307.
Im Jahr 2000 wurde das Fahrzeug überarbeitet, was sich auch in der Typenbezeichnung durch die zusätzliche letzte Ziffer 2 bemerkbar machte. Ab 2003 wurden im Kurganer Werk zunehmend andere Modelle gefertigt. Am 18. Januar 2008 rollte der letzte Bus der Baureihe vom Band.

## Modellvarianten

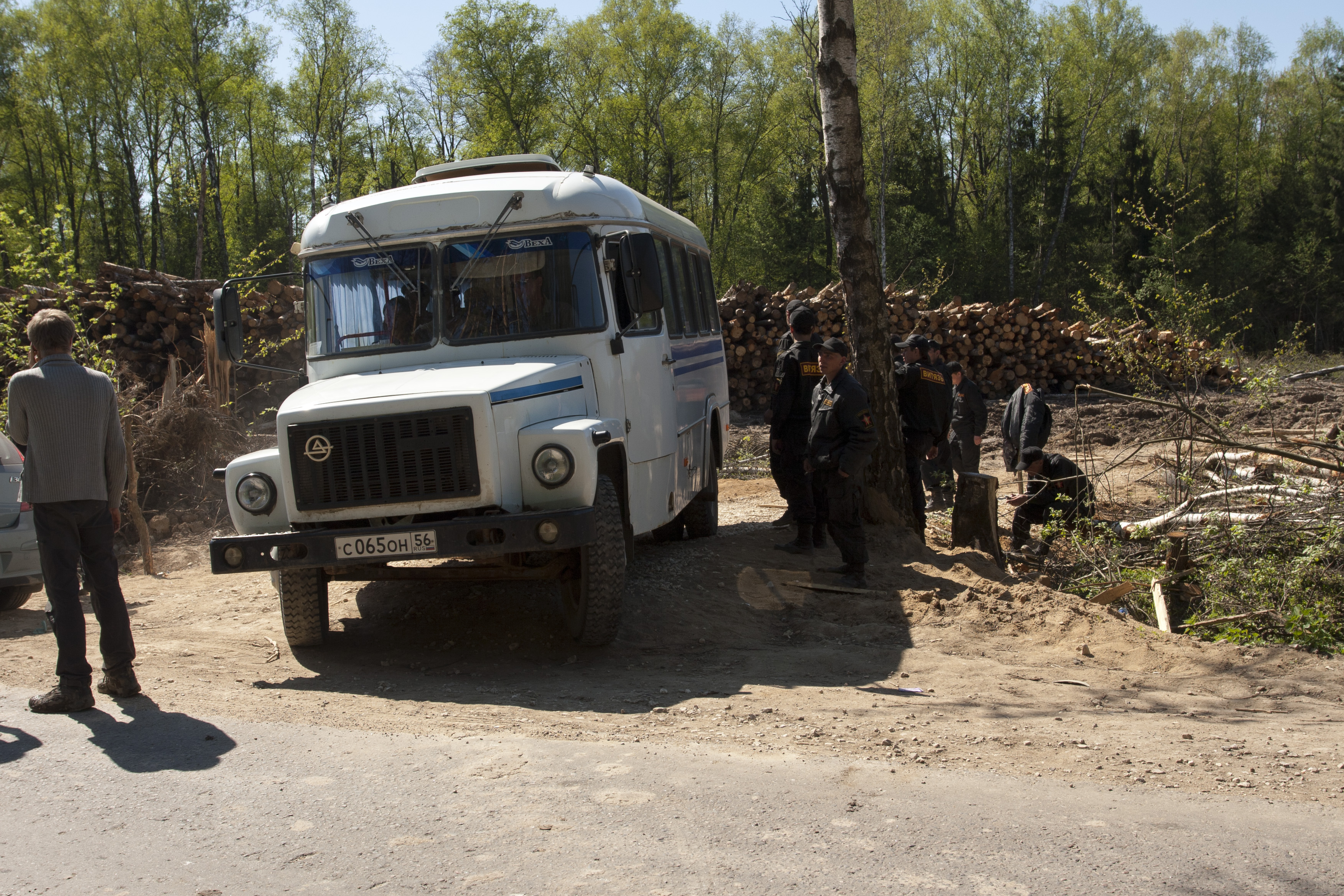
Ein KAwZ-3976 abseits der befestigten Straße (2011)

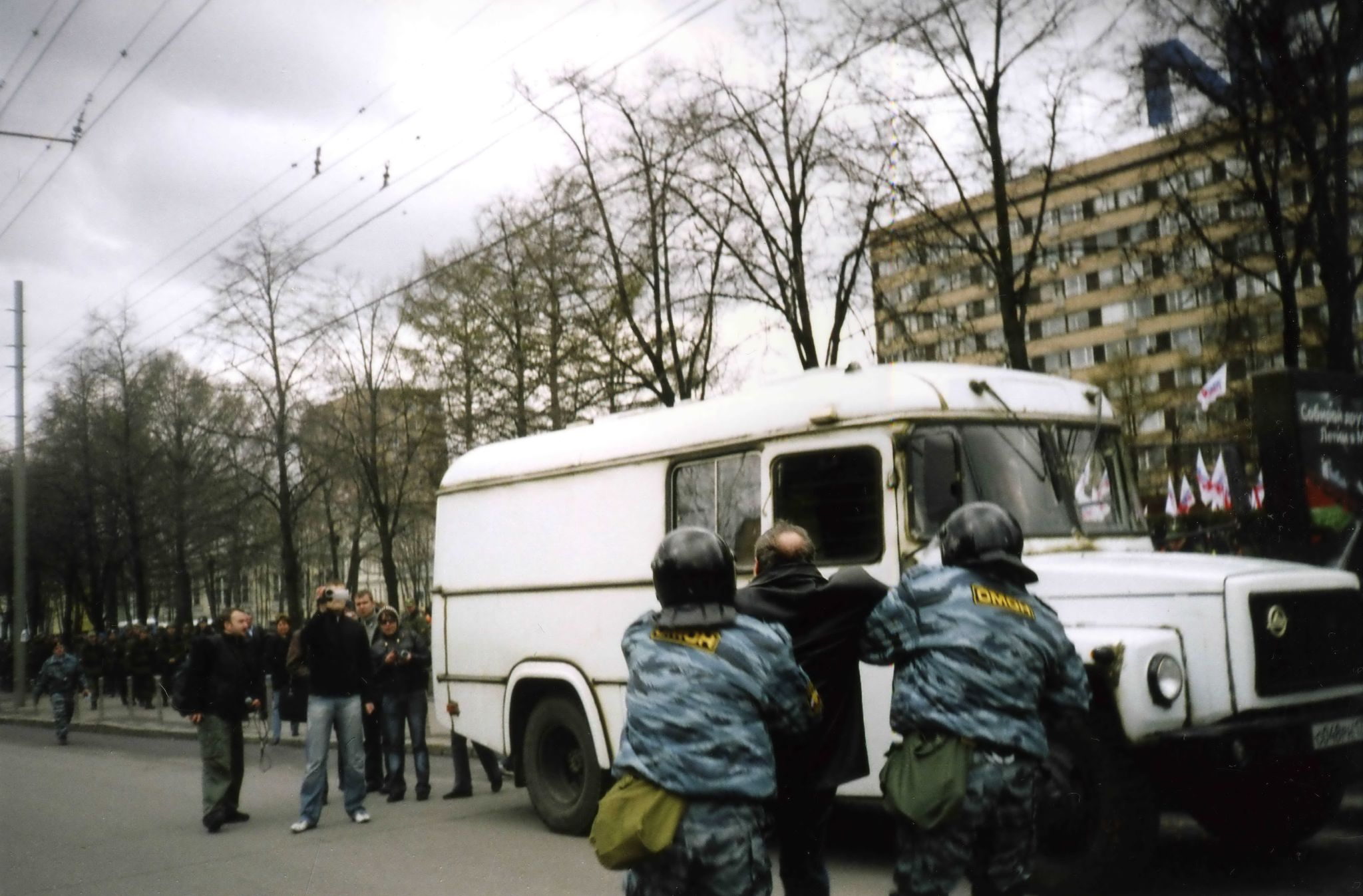
Ein KAwZ-3976-014 zur Beförderung von Lasten und Passagieren (2007)

Wie auch bei den Vorgängerfahrzeugen üblich, wurden bereits kleine Modernisierungen oder technische Änderungen mit einer eigenen Modellnummer versehen. Diese zeichnen sich durch an die Grundvariante KAwZ-3976 angehängte Ziffern(folgen) aus. Im Laufe der Jahre gab es so mehr als 15 Varianten des Fahrzeuges mit eigenen Bezeichnungen. Die wichtigsten und interessantesten davon seien im Folgenden gelistet.
- KAwZ-3976 – die 1992 eingeführte und bis 2000 produzierte Grundvariante.
- KAwZ-39761 – wie auch bei den beiden Vorgängermodellen gab es ein Modell mit Flüssiggasantrieb. Durch die zusätzliche verbaute Technik wurde das Leergewicht leicht erhöht.
- KAwZ-39762 – die überarbeitete Variante, die ab dem Jahr 2000 geliefert wurde.
- KAwZ-39763 – dieses Modell wurde im Gegensatz zum Standard mit einem Vierzylinder-Dieselmotor von GAZ ausgeliefert. Andere Modelle verfügten über Benzinmotoren.
- KAwZ-39765 – dieses Fahrzeug verfügte über eine deutlich längere Karosserie und einen längeren Radstand als die Basisvariante. Dadurch konnten 28 Sitzplätze untergebracht werden. In den späten Produktionsjahren wurde die Anzahl zu Gunsten des Komforts der Passagiere auf nur noch 22 Plätze reduziert.
- KAwZ-39766 – basierend auf dem Fahrgestell des Lastwagens GAZ-3308 verfügte der Bus über Allradantrieb. Konzipiert war er für die Ölindustrie.
- KAwZ-39769 – die größte Ausführung des Fahrzeugs mit einem um fast zwei Meter verlängerten Radstand und 34 Sitzplätzen für Passagiere. Nur eine sehr geringe Stückzahl wurde gebaut.
- KAwZ-397601 – eine speziell für kalte Gebiete ausgerüstete Version. Insbesondere war der Innenraum zusätzlich beheizbar, ein Zusatztank vorhanden und der Arbeitsbereich des Fahrers baulich vom Fahrgastraum getrennt.
- KAwZ-3976-014 – bei dieser Spezialausführung handelt es sich eher um einen Lastwagen als um einen Bus. Vier Passagiere und zwei Tonnen Last konnten mitgenommen werden.

## Technische Daten
Die folgenden Daten beziehen sich auf die Grundversion KAwZ-3976. Waren dafür keine Daten verfügbar, wurden diese von der überarbeiteten Variante -39762 übernommen, was durch einen Stern hinter den einzelnen Daten kenntlich gemacht ist.
- Motor: V8-Ottomotor mit Vergaser*
- Motortyp: ZMZ-513.10*
- Hubraum: 4,25 l*
- Verdichtung: 1:7,6*
- Leistung: 125 PS (92 kW)*
- Drehmoment: 254 Nm*

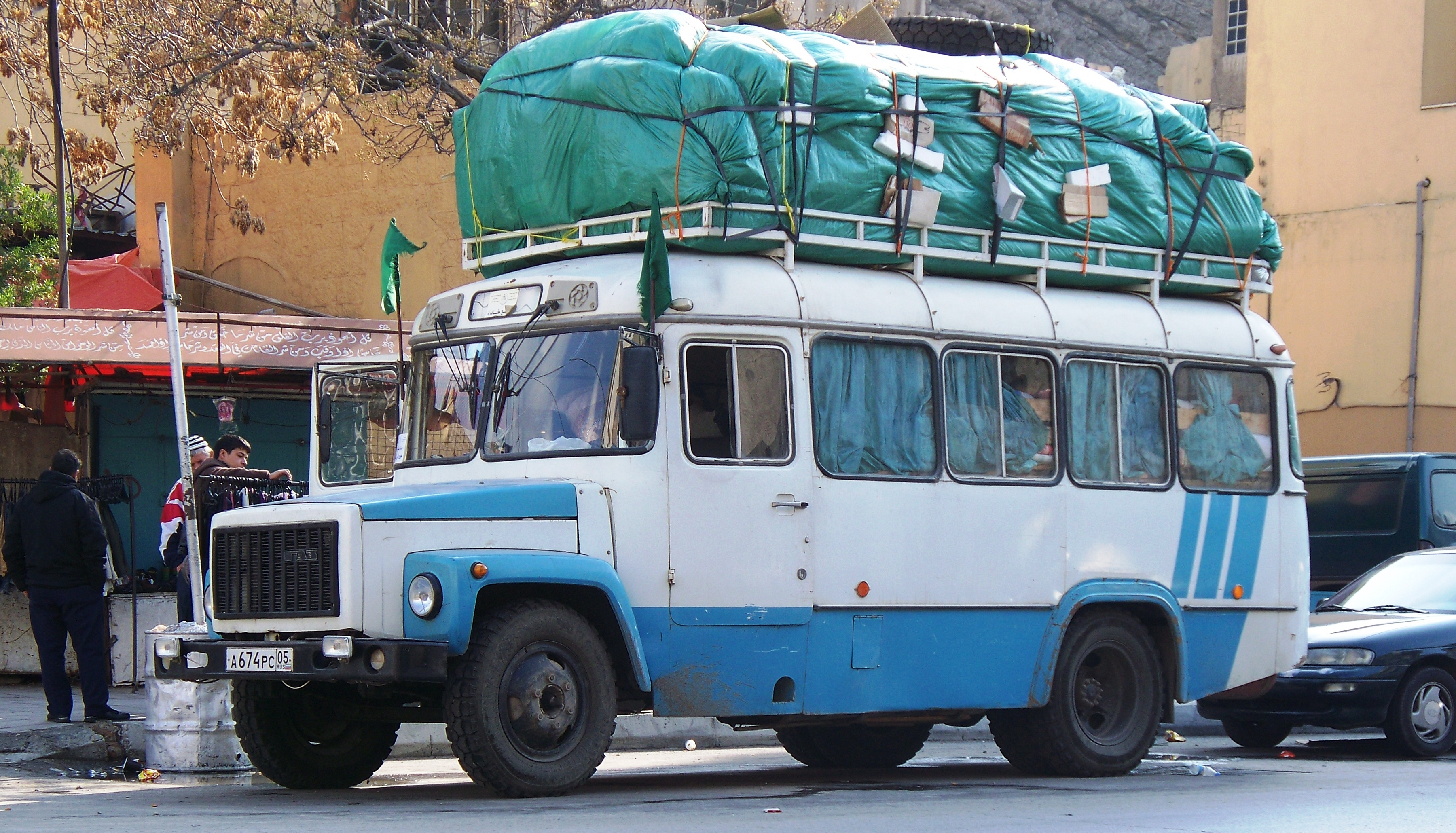
Überladener KAwZ-3976 in Amman (2009)

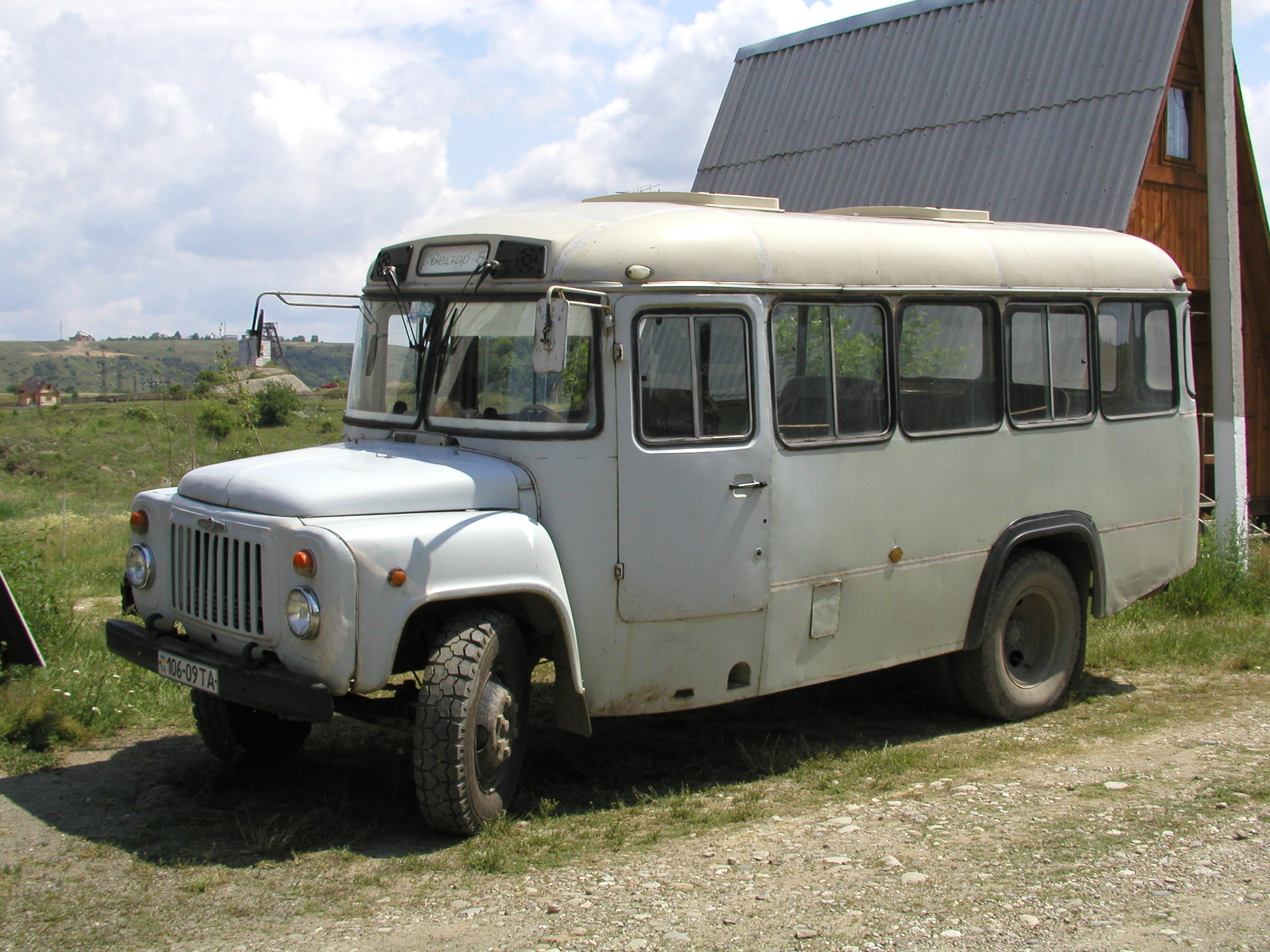
Ein KAwZ-3270, der Vorgänger des KAwZ-3976 (2010)

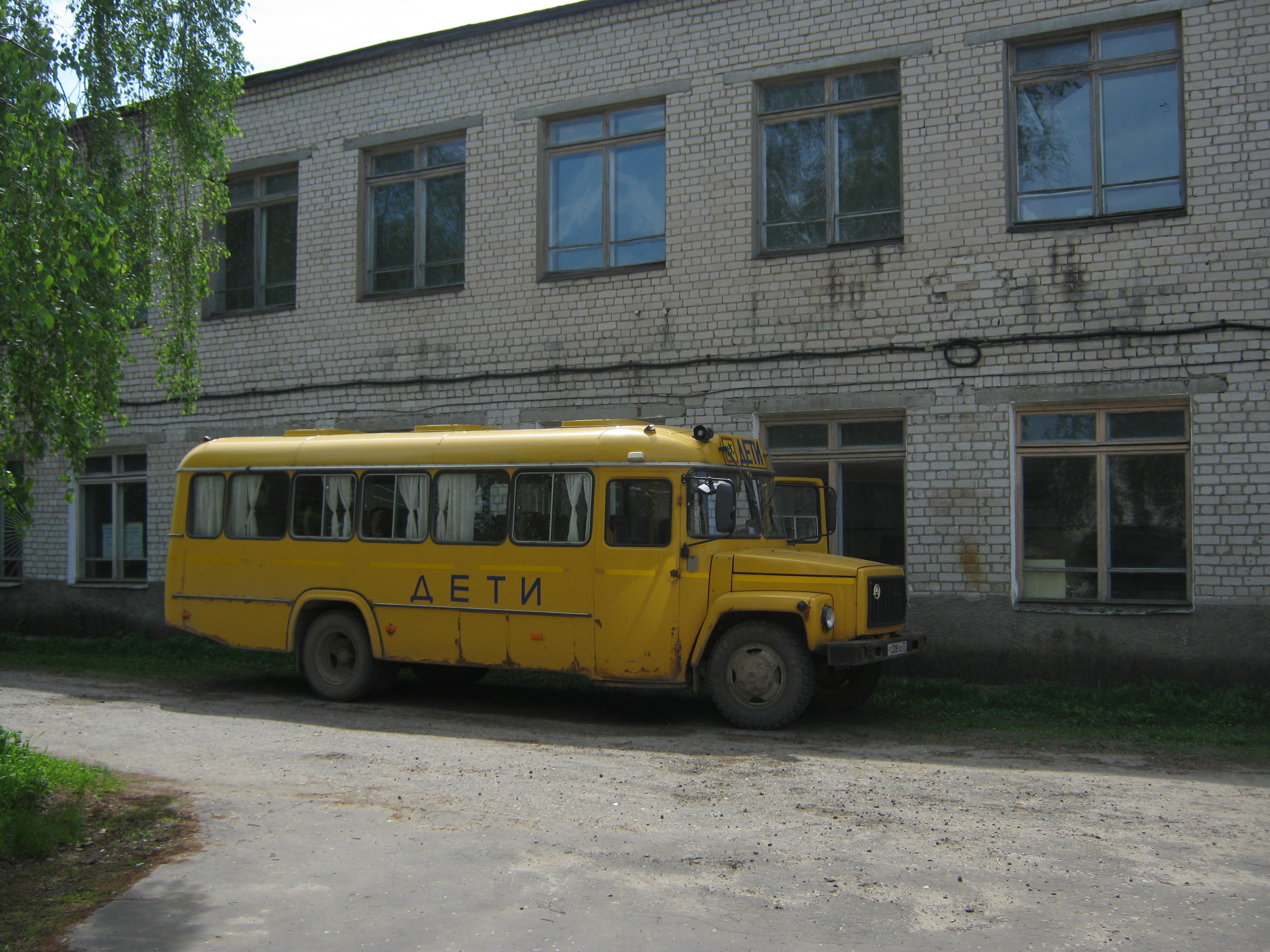
Ein KAwZ-397653 als Schulbus (2012)

- Höchstgeschwindigkeit: 90 km/h*
- Verbrauch: 19,1 l/100 km*
- Tankinhalt: 105 l Kraftstoff*
- Getriebe: mechanisch
- Anzahl der Vorwärtsgänge: 4
- Sitzplätze: 21
- Stehplätze: 8
- Antriebsformel: 4×2 (auch Modell mit 4×4)

Abmessungen
- Länge: 6915 mm
- Breite: 2380 mm
- Höhe: 3030 mm
- Überhang vorne: 950 mm
- Überhang hinten: 2195 mm
- Radstand: 3770 mm
- Spurweite vorne: 1630 mm
- Spurweite hinten: 1690 mm
- Bodenfreiheit: 265 mm
- Höhe des Bodens: 940 mm
- Höhe des Innenraumes: 1820 mm
- Sitzabstand: 745 mm
- Wendekreis (Durchmesser): 18 m

Massen und Gewichte
- Leergewicht: 4450 kg
- Zulässiges Gesamtgewicht: 5870 kg
- Achslast vorne: 1700 kg
- Achslast hinten: 4170 kg